# Edward Piccin

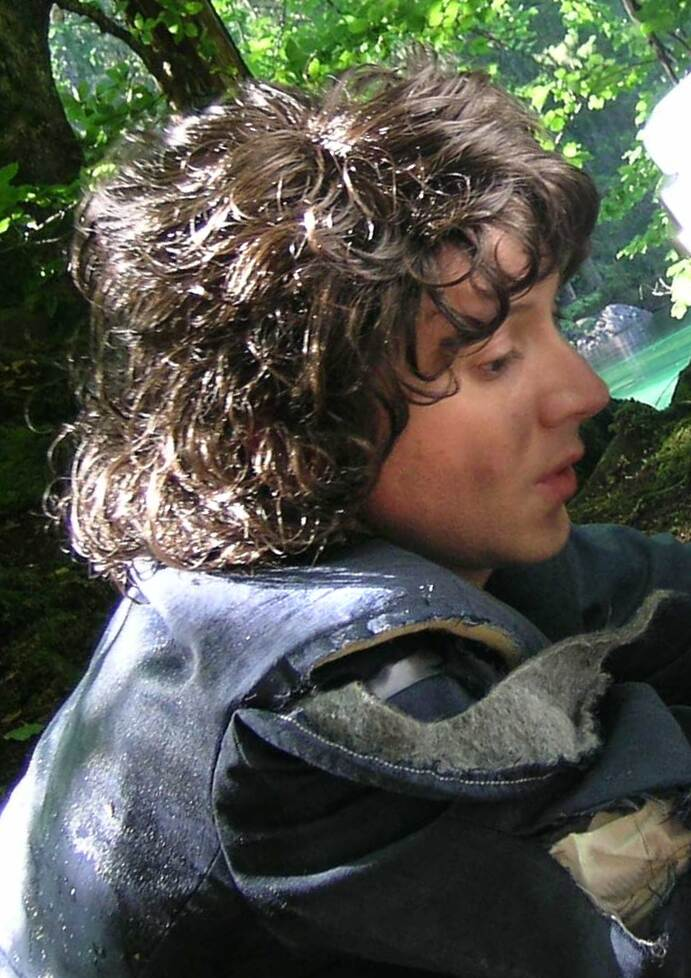
Edward Piccin in The Ring Thing (2004)

Edward Piccin (* 30. April 1971 in Zürich) ist ein Schweizer Schauspieler, Sprecher und Sänger.

## Leben
Edward Piccin besuchte von 1978 bis 1984 die Primarschule, von 1984 bis 1986 die Sekundarschule und von 1986 bis 1990 das Gymnasium, jeweils in Zürich. Danach studierte er zwei Semester Psychologie an der Universität Zürich, bevor er von 1992 bis 1995 ein Schauspielstudium an der Zürcher Hochschule der Künste absolvierte. In den folgenden Jahren nahm er Gesangsunterricht und besuchte diverse Schauspiel-Workshops.
Er begann sich schon früh für die Schauspielerei zu interessieren, bereits mit 13 Jahren bekam er seine erste Synchronrolle, kurz darauf erhielt er eine erste Rolle als Schauspieler im TV-Film Videopoly oder Duponts Verschwinden, einer Co-Produktion von ARD und SF DRS. Kurz nach Beendigung der Schauspielschule erhielt er einen Zweijahresvertrag am Stadttheater St. Gallen. Den Durchbruch am Fernsehen gelang ihm mit der Rolle des Röbi Flückiger in der Sitcom Mannezimmer. Daneben wurde er für verschiedene Rollen in einzelnen Folgen der Krimireihen SOKO 5113, Der Fahnder, Tatort oder Ein Fall für zwei gecastet. Im Kino sah man ihn erstmals in der Der-Herr-der-Ringe-Parodie The Ring Thing, wo er die Rolle des Friedo spielte.
Auch das Synchronisieren lag ihm immer am Herzen, so wirkte er in den Dialektfassungen der Trickfilme Stuart Little, Stuart Little 2 oder Der kleine Eisbär mit. Aktuell spielt er wieder vermehrt Theater, so zuletzt am Bernhard-Theater in Zürich und im Casinotheater Winterthur.

## Filmografie (Auswahl)
- 1986: Videopoly oder Duponts Verschwinden
- 1996: Schwarz greift ein (Kriminalserie, Folge Dunkle Mächte)
- 1997: Der Skorpion
- 1997–2001: Mannezimmer
- 1998: Der Fahnder (Kriminalserie, Folge Bodgan der Grosse)
- 1999: SOKO 5113 (Kriminalserie, Folge Familienangelegenheiten)
- 2001: Tatort (Kriminalreihe, Folge Gute Freunde)
- 2001: Der Fahnder (Kriminalserie, Folge Im Namen Gottes)
- 2002: Tatort (Kriminalreihe, Folge 1000 Tode)
- 2004: The Ring Thing
- 2005: SOKO 5113 (Kriminalserie, Folge Weisswürste für Romeo)
- 2006: Der Ameisenweg
- 2007: Beyond Remedy
- 2008: Tatort (Kriminalreihe, Folge Borowski und die heile Welt)
- 2008: Tag und Nacht (Fernsehserie, Folgen Gefährlicher Reflex, Neue Aussichten)
- 2010: Ein Fall für zwei (Kriminalserie, Folge Schöner Schein)
- 2010: Sommervögel
- 2016: Im Heimatland
- 2017: Ja. Nein. Vielleicht
- 2020: Darf ich bitten? - (SRF Unterhaltungsshow)[3]

## Theater
- 1995–1996: Die Bremer Stadtmusikanten
- 2011–2012: Ds Hippigschpängschtli und der guldig Schlüssel
- 2013–2014: Emil und die Detektive
- 2014–2015: Achtung Schwiiz![4]
- 2015–2016: Tom Träumer
- 2018–2019: Schellen-Ursli
- 2019–2022: HD Soldat Läppli
- 2022: Heiweh-Fernweh: Das Musical

## Synchronsprecher in Trickfilmen
- 1998: Rudolph mit der roten Nase … als Rudolph
- 1999: Stuart Little 1 … als Stuart Little
- 2001–2005: Der kleine Eisbär … als Lars
- 2002: Stuart Little 2 … als Stuart Little
- 2004–2009: Martin Morge … als Gromo
- 2006: Asterix und die Wikinger … als Grautvornix
- 2014: Flapper … als Flapper